# Rigsombudsmand voor de Faeröer

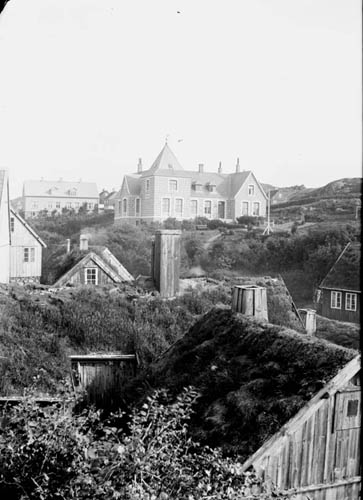
De ambtswoning van de hoge commissaris, het voormalig gouvernement (amtmansborgin), in Tórshavn. Foto uit 1899.

De rigsombudsmand voor de Faeröer (Deens: Rijksombudsman) vertegenwoordigt het Koninkrijk Denemarken in de autonome regio Faeröer. De functie werd in 1948 gecreëerd toen de Faeröer een autonome staat werd, als opvolger van de gouverneur van de Faeröer (Deens: amtmænd).

## Lijst van rigsombudsmand
| Naam                | Geboren | Overleden | Begin termijn | Einde termijn |
| ------------------- | ------- | --------- | ------------- | ------------- |
| Cai A. Vagn-Hansen  | 1911    | 1990      | 1948          | 1954          |
| Niels Elkær-Hansen  | 1915    | 2007      | 1954          | 1961          |
| Mogens Wahl         | 1918    | 1986      | 1961          | 1972          |
| Leif Groth          | 1930    | 2009      | 1972          | 1981          |
| Niels Bentsen       | 1936    |           | 1981          | 1988          |
| Bent Klinte         | 1939    |           | 1988          | 1995          |
| Vibeke Larsen       | 1944    |           | 1995          | 2001          |
| Birgit Kleis        | 1936    |           | 2001          | 2005          |
| Søren Christensen   | 1940    |           | 2005          | 2008          |
| Dan Michael Knudsen | 1962    |           | 2008          | Heden         |

## Taken en bevoegdheden
De rigsombudsmand valt onder het Deense ministerie van staat, de overheidsinstelling die het werk van de minister-president ondersteunt. Hij bemiddelt tussen de Deense staat en de Løgting (parlement) en regering van de Faeröer. De hoge commissaris heeft een zetel zonder stemrecht in de Løgting. Alle wetten en andere voorstellen dienen hem ter kennisgeving medegedeeld te worden. Hij zorgt er verder voor dat de Deense wetgeving, op gebieden waar Denemarken zeggenschap over heeft, wordt uitgevoerd op de eilanden. Hiernaast is hij verantwoordelijk voor de verkiezingen voor de Folketing, het Deense parlement, en bij eventuele nationale referenda. De uitvoering van verkiezingen ligt bij de gemeenschap van de Faeröer.

## Verslagen
De rigsombudsmand publiceert twee verslagen:
- Een jaarverslag over de gemeenschap van de Faeröer.
- Een tweejaarlijkse uitgave van de huidige wetgeving van de Faeröer. Een traditie die terugvoert tot de 17e eeuw.